# Тундутов, Данзан
Данза́н Давидович Тунду́тов (1888—1923) — калмыцкий князь-нойон из рода Чорос, правнук Джамба-тайши Тундутова, участник Первой мировой войны, атаман Астраханского казачьего войска в годы Гражданской войны, первый из калмыков, удостоенный ордена Почётного легиона, сын известного мецената Церена-Давида Цаджиновича Тундутова.

## Биография
Родился 12 (24) июля 1888 года. С 7 ноября 1900 года учился в Катковском лицее, окончив его в 1906 году и в 1908 году — Пажеский корпус, по окончании которой был выпущен корнетом в лейб-гвардии Гродненский гусарский полк.
Во время Первой мировой войны служил адъютантом Верховного Главнокомандующего на германском фронте. С 1915 года был адъютантом командующего Кавказским фронтом Великого князя Николая Николаевича.
16 марта 1917 года Тундутов прибыл в Астрахань с Кавказского фронта для участия в съезде калмыцкого народа.
25 — 26 марта 1917 года на первом съезде калмыцкого народа в Астрахани нойон Данзан Тундутов был избран членом Калмыцкого исполкома (ведающим делами коневодства), главного органа управления калмыцкой степью. Открыто заявляя о своих монархических симпатиях, подвергся аресту пробольшевистскими матросами и солдатами-дезертирами за монархическую пропаганду во время съезда, однако затем с помощью калмыков был освобождён.
16 мая 1917 года Данзан Тундутов вместе с калмыцким общественным деятелем Номто Очировым по поручению Центрального комитета по Управлению калмыцким народом отправился в Петербург, с протестом Временному правительству против продолжающегося 146 — летнего административного разделения калмыцкого народа, то есть раздела земель бывшего до 1771 года независимого Калмыцкого ханства между Астраханской губернией, Ставропольской губернией и Областью войска Донского и с предложением об образовании автономного образования калмыков в составе России.
В связи с этим агитировал калмыков Астраханской и Ставропольской губерний перейти в казачество, по примеру донских калмыков-казаков, чтобы образовав автономное административно-территориальное образование в виде Калмыцкого войска, сохранить тем самым свои земли, собственность и жизни от самозахватов калмыцкой земли, грабежей, убийств и насилий которые в условиях безвластия и анархии осуществляли зажиточные иногородние крестьяне — кулаки и их родственники из украинских и русских «середняков» и «бедноты» (мигрантов — переселенцев из Украины и России), Донской области, Ставропольской и Астраханской губерний при поддержке пробольшевистских солдат-дезертиров с германского и кавказского фронтов, а также выпущенных из тюрем уголовников, террористов и экстремистов (большевиков, анархистов, эсеров и пр.). Указанные "иногородние" крестьяне, в  основном выходцы из Воронежской, Тамбовской,  Черниговской, Полтавской, Таврической и прочих губерний, после отмены крепостного права в 1861 году, переселяясь на калмыцкие и казачьи земли арендовали у них земли под сельскохозяйственную деятельность и платили калмыкам и казакам арендную землю за использование пастбищ и земельных угодий. Позднее переселенцы - "иногородние" крестьяне стали во время Гражданской войны (1917-1920 г.г.)   основными сторонниками большевиков, которые обещали им в обмен за помощь в участии в свержении существующего политического строя, отменить арендную плату и распределить между ними "излишки" земельных угодий калмыцких и казачьих земель, но после Гражданской войны обманули, устроив им коллективизацию, раскулачивание и голод в 20-30-х годах 20 века (см.Голод в СССР (1932—1933).
Тундутов начал переговоры о создании Калмыцкого войска с Донским и Астраханским атаманами. Переход в казачество был официально оформлен 29 сентября 1917 года, на съезде калмыцкого народа и Большом войсковом кругу. После создания Калмыцкого казачьего войска и вхождения его на федеративных началах в Астраханское казачье войско, князь Тундутов был избран калмыками главой калмыцкой части войска и назначен вторым помощником (по калмыцкой части) войскового атамана Астраханского с присвоением чина полковника и представителя калмыков и астраханских казаков в Юго-Восточном союзе казачьих войск, горцев Кавказа и вольных народов степей (Юго-Восточный союз (ЮВС)).
1200 астраханских казаков (среди них 300 калмыков) во главе с атаманом Астраханского казачьего войска И. А. Бирюковым подняли 12 января 1918 года антибольшевистское восстание и попытались вернуть контроль над Астраханью, но в результате упорных уличных боев были вынуждены оставить город. Вместо арестованного и позднее расстрелянного большевиками И. А. Бирюкова атаманом Астраханского казачьего войска был выбран калмыцкий нойон Тундутов, который увёл остатки восставших казаков и калмыков через Калмыцкие степи на Дон.
В мае 1918 года Тундутов прибыл в Грузию в составе делегации Юго-Восточного союза на Батумскую конференцию Закавказской федерации и Грузии как атаман Астраханского казачьего объединенного с калмыцким войска. После встречи с представителем германского правительства на Батумской конференции, в составе делегации представителей Грузии и Юго-Восточного союза выехал 28 мая 1918 года из Поти в Констанцу и затем поездом в Германию. 3 июня делегация прибыла в Берлин. После встреч с министром иностранных дел Германии Р. фон Кюльманом, а затем с императором Германии Вильгельмом II и офицерами германского Генштаба, Тундутов, в качестве представителя калмыков и астраханских казаков, вместе с другими представителями Юго-Восточного союза заключил договор о создании антибольшевистской армии из астраханских калмыков и казаков. Получив заверения о помощи, Тундутов через Варшаву и Киев прибыл 11 июня в сопровождении одного из лидеров киевских монархистов — белогвардейцев герцога Лейхтенбергского и своего старого соратника И. А. Добрынского в Новочеркасск, к донскому атаману П. Н. Краснову, с посланием фельдмаршала Эйхгорна, командующего германскими войсками на Украине, о поддержке скорейшего образования Юго-Восточного союза.
Летом 1918 г. на Дону, отступившие из большевистского Нижнего Поволжья на территорию Всевеликого Войска Донского астраханские офицеры, чиновники и казаки во главе с Войсковым атаманом нойоном Данзаном Тундутовым, воссоздали войсковую структуру и воинские части Астраханского войска. Важной предпосылкой к этому стало то, что на территорию Донского войска откочевала спасаясь от большевистского террора и зверств, значительная часть астраханских калмыков из дербетовских и торгудских улусов. Опираясь на помощь донского атамана П. Н. Краснова, киевских монархических организаций, гетмана П. П. Скоропадского, с которыми он заключил союз, Данзан Тундутов сформировал единое казачье—калмыцкое Астраханское войсковое правительство (председатель — Б. Э. Криштафович), войсковой штаб (начштаба — Г. В. Рябов-Решетин) и приступил к формированию монархической «Астраханской армии» под командованием генерал-лейтенанта А. А. Павлова.
В январе 1919 года в Ростове-на-Дону состоялось расширенное заседание астраханского правительства, на котором Тундутов, по настоянию Деникина был лишён атаманского звания и отстранён от дел. Исполнявшим обязанности Войскового атамана стал сторонник А. И. Деникина, председатель астраханского Круга и правительства Н. В. Ляхов. 8 февраля 1919 года Данзан Тундутов подал в отставку.
В сентябре 1919 года, вновь вернувшись в калмыцкие степи, Тундутов выступил с программой расторжения договора с деникинским руководством астраханского казачьего войска и образования из калмыков особого Калмыцкого войска, призывал к свержению проденикинского руководства как дискредитировавшего себя политикой не отвечающей интересам Калмыцкого народа. Выступления Тундутова способствовали устранению противоречий между калмыками и астраханскими казаками, отстаивавшими свои жизни, собственность и свою землю от убийств, насилия, грабежей, самозахватов и переделов земельных границ и их объединению против пробольшевистских иногородних крестьян Области войска Донского, Ставропольской и Астраханской губерний, которые воспользовавшись безвластием и анархией стали осуществлять дикие зверства, убийства, насилия, грабеж собственности и земельный передел калмыцких и казачьих земель. Большевики играя на собственнических интересах зажиточной части(кулаков) малоземельного иногороднего крестьянства(переселенцев из Украины и России), разжигали межнациональную рознь и натравливали иногородних крестьян на казаков и калмыков обвиняя их в «контрреволюции». Сторонники представителя Деникина в Калмыцком казачьем войске С. Б. Баянова развернули кампанию в поддержку союза с новым проденикинским руководством астраханского казачьего войска и продолжения борьбы под лозунгами дискредитировавшей себя монархической «Единой и неделимой России». Назревала необходимость созыва независимого калмыцкого съезда, основанием созыва которого стала информация о расстреле большевиками в начале октября арестованного ранее астраханского войскового атамана И. А. Бирюкова. Решающим фактором в этом споре стало силовое давление Деникина. В октябре 1919 года на калмыцком съезде в Элисте Тундутов был арестован представителями Деникина и вместе с Очировым был вновь выслан Деникиным с территории, занимаемой ВСЮР.
Тундутов эмигрировал в Европу. В ноябре 1922 года, поверив обращениям советского правительства и письму генерала Брусилова А. А. к чинам Белой армии и поддавшись на обещание амнистии, которую предлагало бывшим чинам Белой армии и эмигрантам коммунистическое правительство СССР, он вернулся в Россию и был арестован Восточным отделом ГПУ и после 17 дней заключения был освобождён. Князь Данзан Тундутов пытался, подобно своему знакомому генерал-лейтенанту Я. А. Слащёву ( который ранее,  во время их встречи в 1920 году Константинополе,  призывал его и других офицеров вернуться в Россию, под гарантии генерала Брусилова) устроиться на службу в РККА, но не получил разрешения Особого отдела ГПУ. Осознавая тяжёлое и бедственное положение калмыков и казаков, которые по вине Деникина оказались в эмиграции, Тундутов подал рапорт генералу А. А. Брусилову, переданным затем Л. Д. Троцкому, излагавшим тяжелое положение калмыков и казаков за границей и проект реэвакуации всех бывших чинов Белой армии в Россию.
14 апреля 1923 года Данзан Тундутов был снова арестован. Постановлением судебного заседания Коллегии ГПУ от 2 августа 1923 года Данзан Тундутов был приговорён к расстрелу. 7 августа 1923 года Данзан Тундутов был расстрелян во дворе московской Яузской больницы, которая в то время была ведомственной больницей ГПУ. В настоящее время во дворе Яузской больницы находится Памятник жертвам политических репрессий, расстрелянным в 1921—1926 гг. На этом камне укреплена табличка, на которой указано имя Данзана Тундутова.
После расстрела Данзана Тундутова его жена Ксения Александровна, урождённая Бригер (дочь генерала российской императорской армии Бригера), вместе с сыном Николаем вернулась в Германию.
Заключением Генеральной прокуратуры от 13 марта 1993 года, на основании Закона РСФСР от 18 октября 1991 года, Данзан Тундутов был полностью реабилитирован за отсутствием состава преступления.

## Другое
Епископ Элистинский и Калмыцкий Зосима в 2006 году заявил, что в его епархии начался процесс причисления Данзана Тундутова к лику православных святых новомучеников. До 2006 года существовало не подтверждённое документально предположение епископа Зосимы, что Данзан Тундутов получил в крещении имя «Дмитрий». Однако процесс причисления к лику святых был прерван в 2006 году, в связи с тем, что запрос поданный Элистинской и Калмыцкой епархией в архив УФСБ России по Республике Калмыкия, где находится дело Тундутова не подтвердил факта принятия Данзаном Тундутовым православия.

## Источник
- Илишкин Лари, Знаменитые калмыки прошлого, Элиста, НПП «Джангар», 2010, стр. 25 — 26;
- Илишкин, Н. Князь Тундутов — бравый орденоносец, Известия Калмыкии, 2002, 13 ноября, № 236;
- Илишкин Н. Фотография, присланная из Парижа Наран Илишкин, Хальмг үнн, 2002, 12 октября, № 195;
- С. В. Волков Южная и Астраханская армии
- В. В. Марковчин Три атамана. — М.: Изд. дом «Звонница-МГ», 2003. — 336 с. ISBN 5-88093-074-2
- А. Г. Сизенко Полная история казачества России / А. Г. Сизенко. — Ростов н/Д: Владис, 2009. — 432 с. ISBN 978-5-9567-0807-1
- Республика Калмыкия, Календарь знаменательных дат на 2013 год, стр. 59-60
- В. Краснов Из воспоминаний о 1917—1920 гг.